# Jenesaispop
Jenesaispop es un sitio web español dedicado principalmente a contenidos musicales tales como noticias o críticas de álbumes, así también actualidad, cine, televisión y en contadas oportunidades política entre otros. Fue fundado en 2006 y a la fecha cuenta con más de 190 mil usuarios registrados en los distintos foros del sitio y es actualmente uno de los sitios web musicales más visitados de España.

## Historia
El sitio fue fundado en 2006 por un grupo de amigos (todos periodistas) interesados en hablar sobre contenidos musicales, cine, televisión y moda entre otros, varios de estos contenidos fueron descartados quedando mayoritariamente el contenido musical. Varios de los colaboradores de Jenesaispop habían trabajado anteriormente en medios como la revista Tendencias, la revista H, MTV Magazine, Shangay, ADN, o Soitu.

## Características
En los inicios del sitio, una de las características de Jenesaispop fue su estilo de redacción, en muchas ocasiones amarillista y continuamente recurriendo al sarcasmo lo que contribuyó a la popularidad del sitio. Dicho calificativo fue disminuyendo considerablemente con el paso de los años, y actualmente ha tomado tono más profesional en la elaboración de sus publicaciones. 
Su método de calificación para álbumes, películas o conciertos se basa en una escala del 1 al 10.